# Ermeni Süleyman Paixà
Ermeni Süleyman Paşa o Malatyalı Süleyman Paixà (Malatya, 1607 - 28 de febrer de 1687) fou un gran visir otomà (1685 - 1687). El malnom «Ermeni» vol dir 'armeni', i Malatyalı vol dir 'de Malatya'; sembla que era d'origen armeni, encara que això és menys segur.
Es va criar al palau d'Ibrahim Pasha. Va passar per una sèrie de càrrecs (dübend agha, miftah shagirdi, seferli odasi, khass oda, i el 1640 Silahdar del sultà, sent elevat a kubbe weziri al cap de sis mesos. El 17 de juliol de 1644 fou nomenat beglerbegi de Sivas i el 1646 d'Erzurum, i en els dos llocs va combatre amb èxit als djalalis. Cridat a Istanbul el 1647, fou nomenat governador de Sakiz (Quios) i encarregat del transport de tropes a Creta, i retornà després al seu càrrec de kubbe weziri.
Això va durar fins al 19 d'agost de 1655 quan fou nomenat gran visir per recomanació de l'influent Kara Hasanzada Huseyin Agha, antic agha dels geníssers. Llavors es va casar amb la princesa Aixa Sultan, filla del sultà Ibrahim I que abans havia estat casada amb el gran visir İpşiri Mustafa Paşa que havia mort en una revolta dels geníssers el 10 de maig de 1655. La guerra de Càndia anava malament i hi havia revoltes a Anatòlia i Crimea; les finances de l'estat estaven al límit; va intentar obtenir fons amb la venda de càrrec amb tres anys d'anticipació i la revenda de certes funcions (cada sis mesos més o menys) i va devaluar la moneda. Va encunyar una nova moneda (cingene o meyakhane akcesi) però les tropes kapu kulu van refusar cobrar amb aquesta moneda i tampoc el nombre d'efectius d'aquesta tropa no va poder ser reduït; després de converses entre els alts càrrecs de la cort la Walida Sultan (reina mare) Turkhan Khadije Sultan va decidir revocar a Süleyman el 28 de febrer de 1656 i va ser nomenat al seu lloc Deli Husayn Paixà.
El 4 de març de 1656 (i fins al 8) va esclatar a la capital al revolta anomenada Wakayi Wakwakiye o Çinar Wakasi, en la qual va poder salvar la vida. Enviat com a beglerbegi a Bòsnia, va exercir durant 8 mesos el 1656. El 1659 fou caimacan a Istanbul; exercint el càrrec, la ciutat va patir un esgarrifós incendi de 49 dies el 1660 i fou destituït i enviat al govern de la província de Silistra amb seu a Özü (Otxàkiv) on se li va encarregar interceptar les expedicions dels cosacs del Don, cosa que només va aconseguir parcialment; el 1665 fou cridat altre cop a Istanbul per servir com a caimacan, i altre cop alguns incendis (de menor importància) van afectar la ciutat; el sultà el va destituir el 25 d'octubre de 1665; va conservar el rang i va acompanyar a la Walida Sultan a Edirne el 1666, nomenat poc després beglerbegi d'Erzurum fins que fou destituït el 1667. Després va passar a la vida privada. Va morir amb 80 anys.